# Kleruch

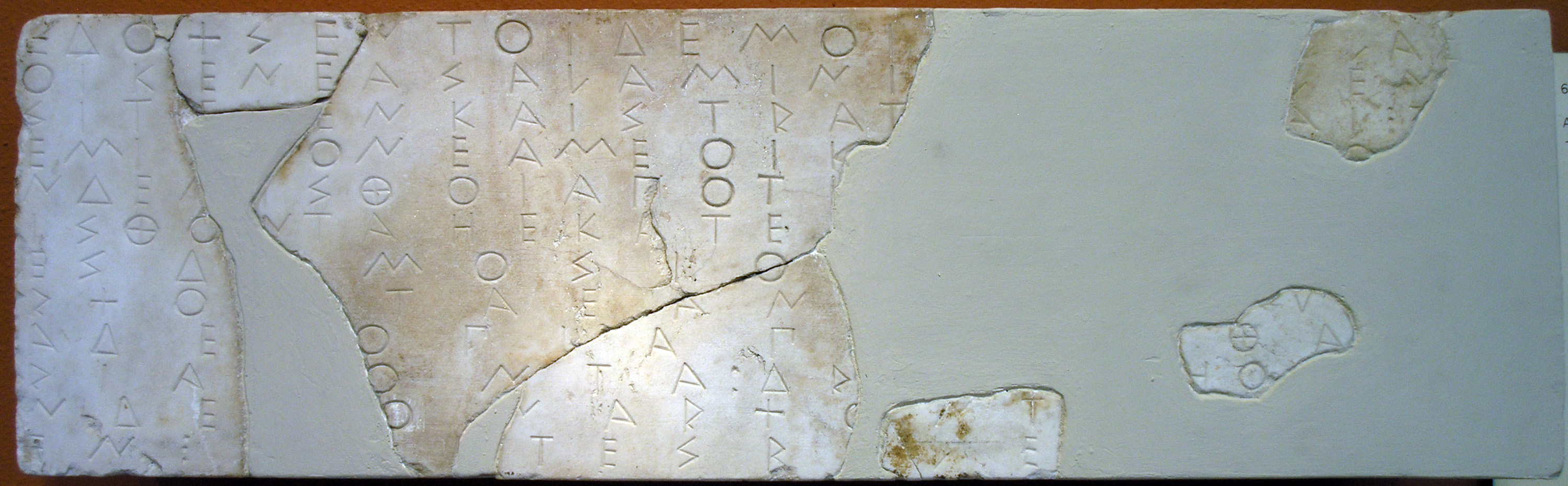
Dekret über die Kleruchien auf Salamis

Athenische Kleruchien

Im klassischen Griechenland war ein Kleruch ein Ansiedler, der ein Stück Land, das oft im Krieg erobert worden war, vom Staat in einem Losverfahren erhielt. Ein solches Landlos hieß kleros. Kleruchen behielten das Bürgerrecht ihrer Heimatgemeinde und blieben verpflichtet, an ihre Polis Steuern zu entrichten und Militärdienst zu leisten. Auf diese Weise gegründete Bürgerkolonien wurden Kleruchien (κληρουχία / klêrouchía) genannt. Eine Kleruchie blieb im Gegensatz zu einer regulären Koloniegründung von der Mutterstadt abhängig.

## Athen
Die Anfänge des athenischen Kleruchien-Systems sind im 6. Jahrhundert v. Chr. mit der Errichtung von Kleruchien in Sigeion und Salamis zu finden. Im Laufe des 5. und 4. Jahrhunderts v. Chr. erfolgte die Ansiedlung von Kleruchen in Chalkis auf Euböa (506), auf Lemnos (um 499), Imbros (um 499), Skyros (476/75), in Hestiaia auf Euböa (446), auf Lesbos (427), Melos (416/15), Samos (365/64) und einigen weiteren Ägäisinseln. Die Anlage der Kleruchien ging dabei regelmäßig mit der Vertreibung, Tötung oder Versklavung der Vorbevölkerung einher.
Auch wenn man in Athen zwischen Apoikien und Kleruchien unterschied (etwa auf Inschriften), so verschwimmt in den literarischen Quellen diese Differenzierung nicht selten und wurde wohl im 4. Jahrhundert v. Chr. weitgehend aufgegeben. Generell waren die athenischen Apoikien, trotz des rechtlich unterschiedlichen Status, ohnehin recht eng mit Athen verbunden, was eine Besonderheit gegenüber Apoikien anderer poleis darstellt und nicht zuletzt dadurch begründet war, dass Athen seine Kleruchien auf den Inseln und an den Küsten des Seebundsgebiets zur Herrschaftssicherung benutzte. Demgegenüber besaßen die Bürger athenischer Kleruchien zwar das Bürgerrecht, konnten dieses jedoch in Athen kaum noch ausüben.
Nach der Eroberung der Städte des Chalkidischen Bundes durch Philipp II. von Makedonien kam es zur Vertreibung der athenischen Kleruchen aus Olynth. Nach dem Lamischen Krieg wurden die athenischen Kleruchen vom makedonischen Herrscher Antipatros und seinen Nachfolgern weitgehend von den Inselkolonien vertrieben, so z. B. aus Samos.

## Hellenismus
Auch im Hellenismus entstanden neue Kleruchien, nur waren es hier vor allem makedonische Söldner aus den Heeren der Diadochen, die angesiedelt wurden.

### Ägypten
Makedonische Kleruchen wurden auch im ägyptischen Ptolemäerreich angesiedelt, wo man sie auch Katöken nannte. Kleruchenland entstand, weil die makedonischen Söldner nicht dauerhaft unter Waffen gehalten werden konnten. Sie wurden hier jedoch nicht in gesonderten Kolonien zusammengefasst, sondern in bestehenden ägyptischen Dörfern angesiedelt: Die Könige gaben an Männer, die ihnen zeitweise als Soldaten dienten, gegen Pacht- und Steuerzahlung Ländereien aus, die grundsätzlich beim Tod des Kleruchen zurück an die Krone fallen sollten, jedoch während ihrer Abwesenheit oft weiterverpachtet wurden. Die in der Regel in den landwirtschaftlichen Techniken erfahrenen makedonischen Kleruchen waren für die regelmäßige Bestellung der Felder verantwortlich und wurden stark kontrolliert; allerdings waren sie freier als die anderen Königsbauern. Im Laufe der Zeit bildete sich aus den Katöken faktisch eine Art niederer Landadel heraus, der seine Ländereien vererbte. Wichtigen Zivilangestellten und Militärführern wurden größere Güter als widerrufbares Geschenk zugeteilt, die sogenannten Doreai. Seit Ende des 3. Jahrhunderts v. Chr. wurden zunehmend auch Ägypter, die für den Kriegsdienst voll tauglich waren, mit Kleruchenland versorgt. Daneben bestand die altägyptische Praxis fort, dass die nur im Notfall aufgebotenen ägyptischen Milizangehörigen mit kleineren Landlosen versorgt wurden.
In Libyen wurden unter den Ptolemäern auch Juden als Kleruchen in Militärsiedlungen mit Land versorgt.

### Seleukidenreich
Bei den Seleukiden war der Anteil der Söldner noch höher als unter den Ptolemäern. Hier wurden (abgesehen von der Möglichkeit der zeitweisen Einquartierung großer Truppenteile, die getrennt zu betrachten ist) in großem Umfang makedonische und andere Söldner in stadtartigen Kolonien angesiedelt und mit Land versorgt. Diese Siedlungen dienten den Königen als Rekrutierungsreservoir. Auch einige athenische Klerucheninseln leisteten einen Eid auf die Seleukidenkönige.